# Bonapartenykus
Bonapartenykus là một chi khủng long, được Agnolín J. E. Powell Novas & Kundrát mô tả khoa học năm 2011.